# Chiesa di Santa Maria Annunziata (Colorno)
La chiesa dell'Annunciazione è un luogo di culto cattolico dalle forme barocche situato in strada della Chiesa a Mezzano Rondani, nel comune di Colorno in provincia e diocesi di Parma; è sede di una parrocchia compresa nella zona pastorale della Bassa.

## Storia
Il paese di Mezzano Rondani era originariamente ubicato sulla sponda sinistra del Po. Era dotato di una propria chiesa che andò perduta alla fine del XIV secolo in seguito allo spostamento verso nord del fiume e al conseguente distacco dalla riva lombarda.
Giliolo Rondani, appartenente all'omonima famiglia di nobili possidenti del paese fondò la nuova chiesa di Santa Maria e San Giovanni Battista in località Zappona. Alla sua morte le donò in beneficio diversi terreni nei pressi del paese, nel casalasco e nelle vicinanze di Parma. Il 4 giugno 1395 essa venne eretta in parrocchia. Viene menzionata in documenti del 1494 come Ecclesia S. Marie de Mezano Rondanorum. Nel catalogo dei benefici del 1520 figura sotto la giurisdizione della pieve di Colorno e sotto il patronato della famiglia Rondani. Nel settembre 1572 vi venne trasferito un chiericato dalla chiesa di Copermio.
Le inondazioni de 1705 e del 1733 danneggiarono gravemente la chiesa, in sua sostituzione venne realizzato l'attuale edificio nel 1745 come attestato dalla lapide presente sopra l'ingresso. Nel 1764 la nuova chiesa ottenne il titolo di Arcipretura.

## Descrizione

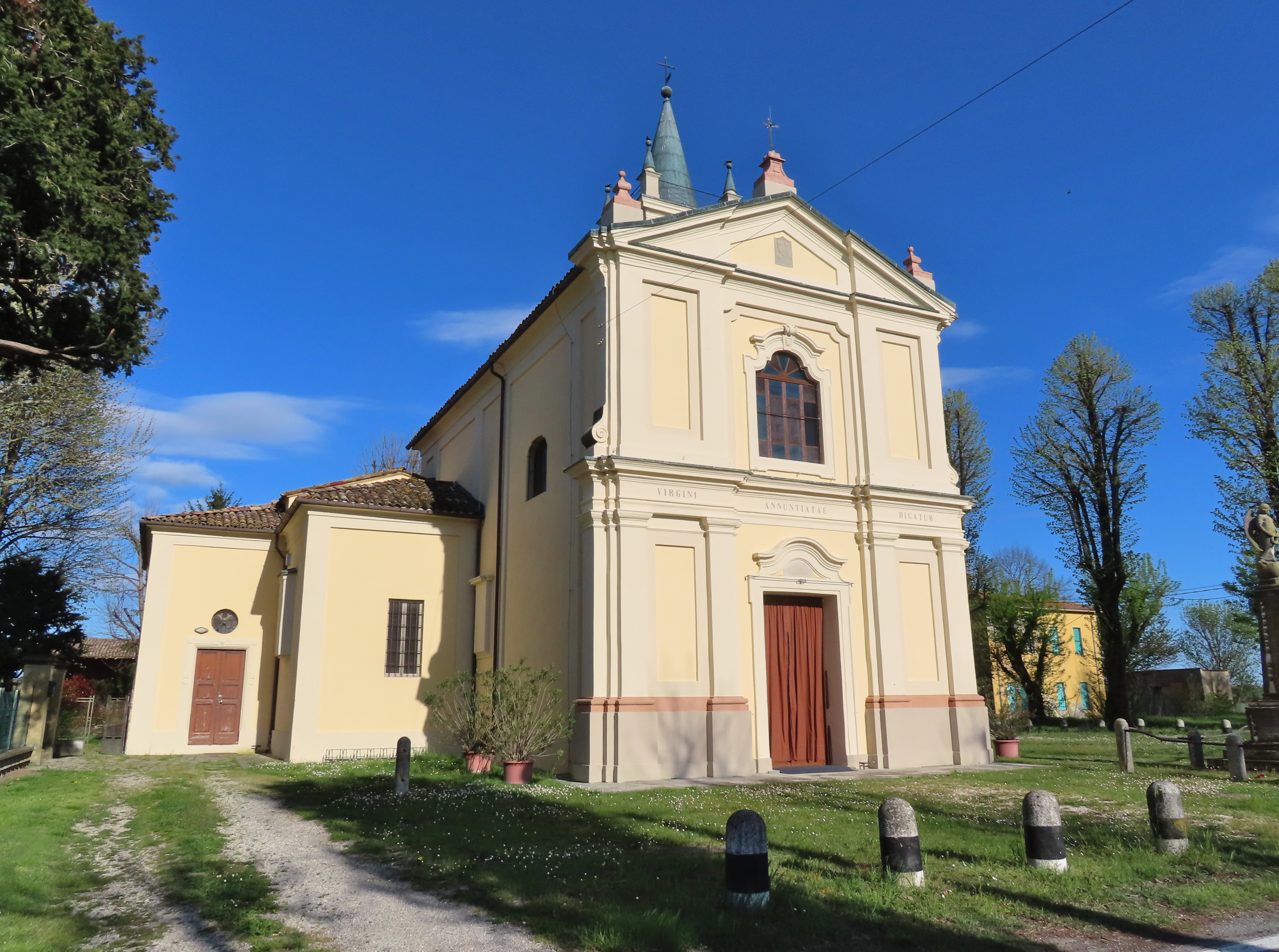
Facciata e lato nord

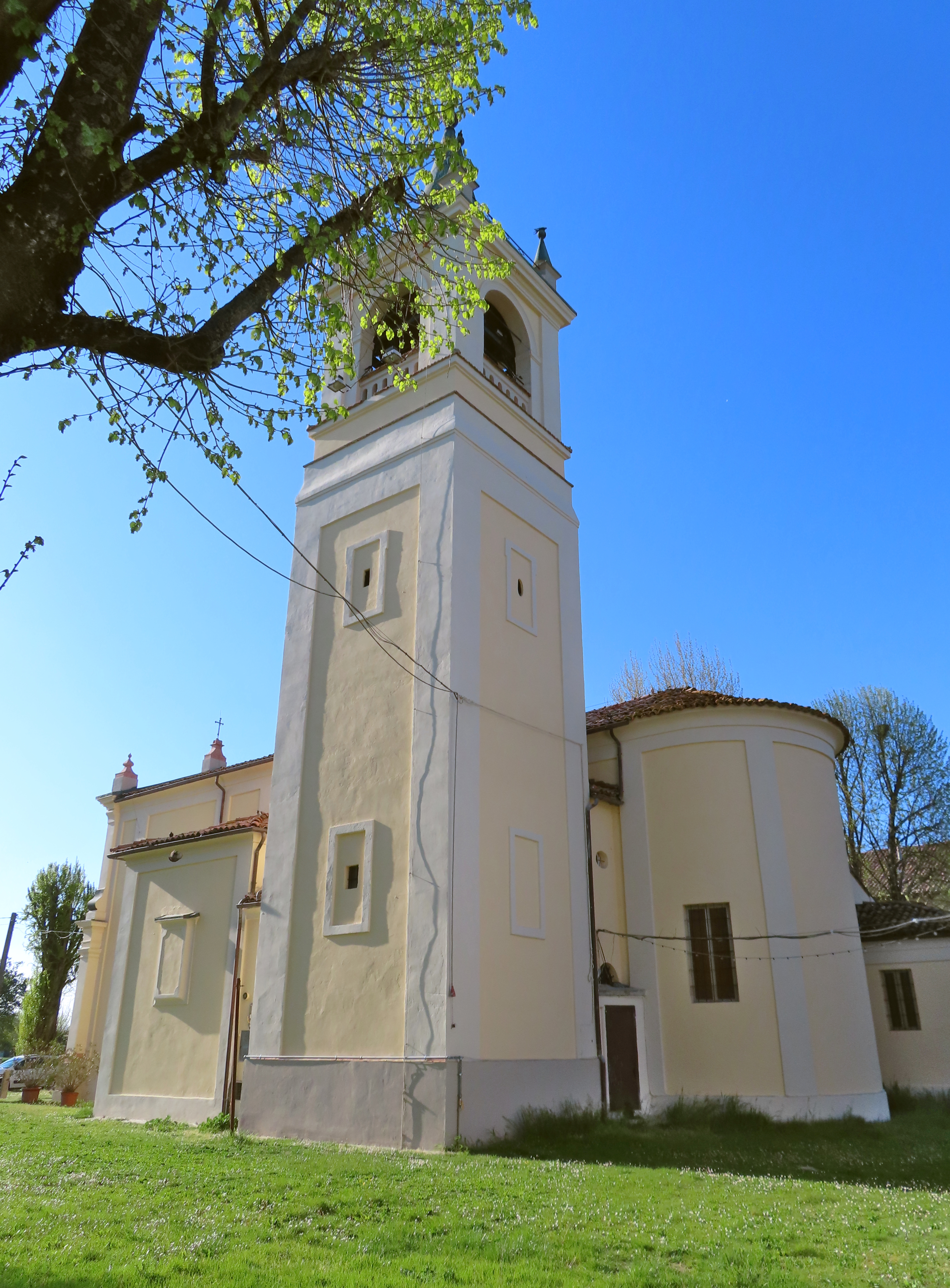
Abside e lato sud

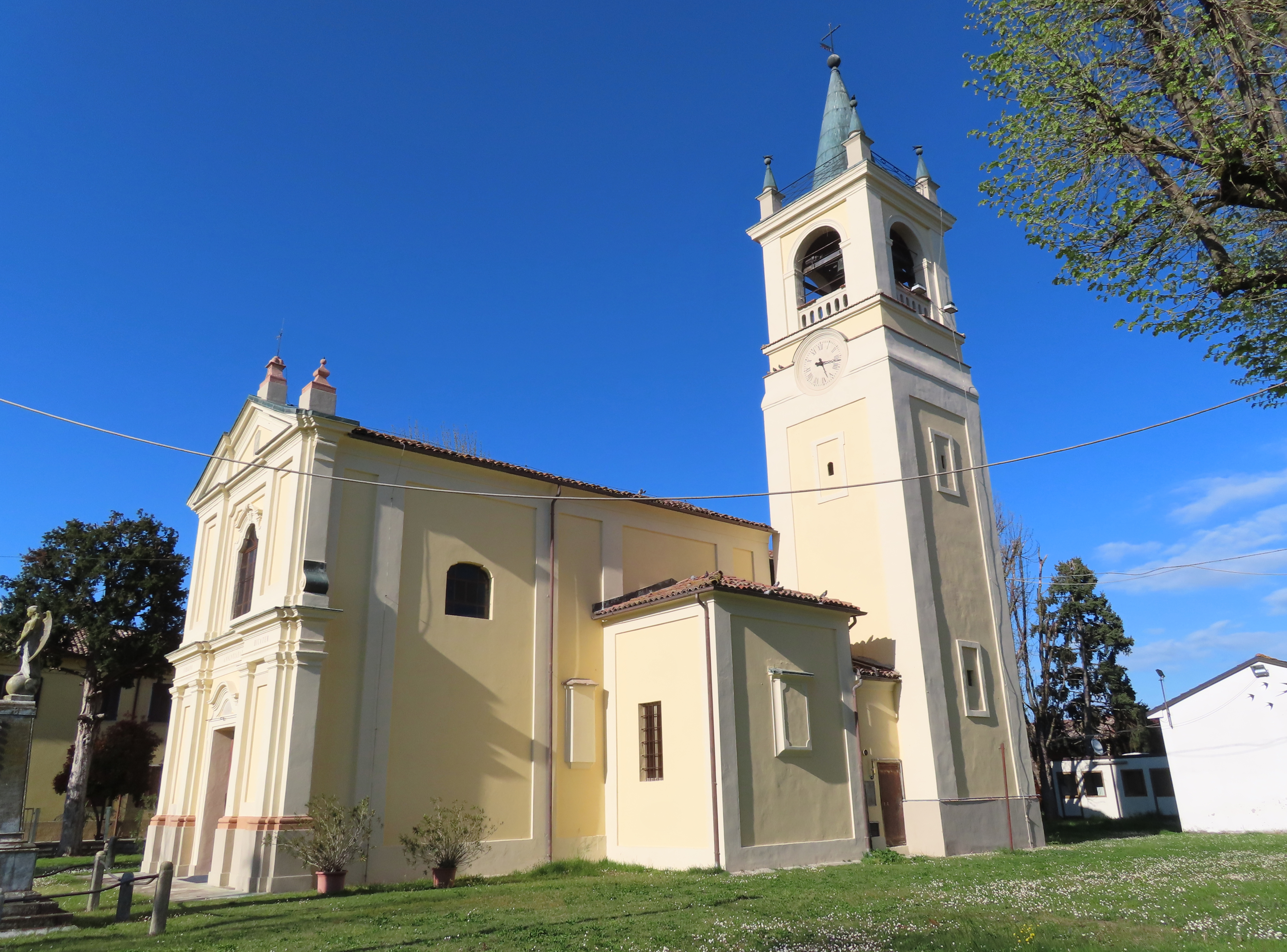
Facciata e lato sud

La chiesa si sviluppa su pianta rettangolare a navata unica, con l'ingresso rivolto a ovest e presbiterio absidato a est.

### Esterno
Presenta una simmetrica facciata a capanna con rientranza centrale in corrispondenza dell'ingresso e due ordini sovrapposti ripartiti da un doppio cornicione mediano, coronati da un ulteriore cornicione superiore. Un frontone triangolare, sormontato da due cuspidi laterali e una centrale termina la facciata dell'edificio. Su di esso spicca una lapide in arenaria su cui sono raffigurati lo stemma della famiglia Rondani e l'anno 1394. La facciata, realizzata in muratura intonacata a specchiature è suddivisa da quattro lesene doriche nella sezione inferiore e da quattro lesene in quella superiore. Lateralmente la superficie è ripartita da sei lesene. Sul entrambi i lati in posizione arretrata rispetto all'edificio sacro aggettano due piccoli edifici che ospitano all'interno le cappelle laterali.
Sul lato destro dietro la cappella della chiesa è ubicato il campanile. La torre, a pianta quadrata, realizzata in laterizio intonacato si sviluppa su due livelli suddivisi da fasce marcapiano ed è delimitata sugli spigoli da lesene. Nella sezione inferiore sono presenti due livelli di finestre cieche con un piccolo finestrino centrale. Al secondo livello è ubicata la cella campanaria che si affaccia sui quattro lati per mezzo di monofore con arco a tutto sesto chiuse nella parte inferiore da balaustre. La torre è sovrastata da una grande cuspide centrale attorniata da 4 piccole cuspidi angolari sormontate da rondoni in ferro battuto a ricordo della famiglia cui deve il nome il paese.
Il portale d'accesso è contornato da una cornice in aggetto e sovrastato da un piccolo frontone con la parte superiore rialzata ad ellisse sostenuto da una piattabanda. Superiormente è sormontato da una finestra polilobata. È contornata da una cornice in leggero aggetto e sovrastata da un frontone a sezioni.
Le fattezze della chiesa richiamano l'opera dell'architetto Ottavio Bettoli.

### Interno
L'interno presenta una navata unica con presbiterio rialzato da due gradini e abside semicircolare emergente. L'aula è di forma rettangolare, i due muri laterali sono intervallati da quattro lesene sostenenti due archi semicircolari, in corrispondenza del secondo arco, in entrambi i lati si apre una cappelle laterale. Due ulteriori lesene con arco sono ubicate nel presbiterio, sotto l'arco a sinistra è ricavato un varco che espone un vano laterale, mentre sulla parete sottostante l'arco a destra è posizionato l'organo, costruito nel 1734 dai bolognesi Francesco e Domenico Traeri, proveniente da una chiesa del modenese. Lo strumento è stato restaurato nel 1994 ed è talvolta utilizzato in occasione di concerti
. Navata e presbiterio sono chiusi da una volta a lunetta. Sempre nel presbitero è presente una cantoria intagliata a trofei databile intorno al 1780.